# Batería de Castillitos
La Batería de Castillitos, también conocida como C-1, es una fortificación de soporte de artillería costera,  en el cabo Tiñoso, dentro del término municipal de Cartagena (Región de Murcia - España) y más concretamente en la diputación de Perín. Fue declarada Bien de Interés Cultural el 7 de agosto de 1997.
Es una de las tres baterías de costa en Cabo Tiñoso, ubicada a continuación de la del Atalayón (326 m), a 246 m de altura, y previamente a la de Jorel (a 227 m de altitud) y al Faro de Cabo Tiñoso (146 m de altura sobre el nivel del mar).

## Historia
La batería fue construida y artillada entre 1933 y 1936 según como se proyectó en el año 1926, durante el programa de dotación de un cinturón defensivo a la estratégica plaza de Cartagena por la dictadura de Primo de Rivera. Castillitos fue dotada con dos cañones de costa de la empresa británica Vickers-Armstrong, del modelo 38,1/45 cm (quince pulgadas). Estas piezas tenían la potencia suficiente como para disparar un proyectil de casi una tonelada a 35 kilómetros.
Su labor era proteger la entrada a la bahía de Cartagena junto a su gemela, la Batería de Cenizas situada en el cabo Negrete, en un fuego cruzado que impidiese la entrada de elementos hostiles. Durante la guerra civil española realizó una descarga contra la armada franquista en abril de 1937, si bien la presencia de las fortificaciones que rodeaban la ciudad bastó para mantener alejado a cualquier buque enemigo.
Terminada la contienda, en 1942 se le añadió una nueva dirección de tiro y se estudió apoyarla con telémetros y grafómetros colocados estratégicamente, si bien finalmente se desistió. Permaneció en servicio hasta 1994, cuando se procedió a la aplicación del Plan NORTE, que buscaba un mayor aprovechamiento de los recursos de las Fuerzas Armadas. Desde entonces la batería se vio abandonada y víctima de un progresivo deterioro, con sus cañones inutilizados, hasta que en 2009 el Ministerio de Medio Ambiente decidió hacer una inversión con la que se restauró la fortificación y se hizo visitable.

## Arquitectura
Castillitos está situada a una cota de 250 metros de altura, y su fachada fue construida imitando un castillo medieval, siguiendo un estilo historicista con influencias del eclecticismo y el modernismo, corrientes en boga en aquel momento. La arquitectura de la batería tiende a ocultarse excavando en la montaña o imitar la textura de la roca para impedir su visión desde la lejanía. Una vez dentro del complejo, cada pieza de artillería cuenta con una sala de máquinas, almacenes de pólvora y repuestos y una cámara de carga. También cuenta con un aljibe.

## Acceso
Desde Cartagena a La Azohía, se ha de tomar el desvío hacia la RM-E23 dirección Campillo de Adentro y Faro de Cabo Tiñoso. Al llegar al parking, se ha de dejar el coche y hacer la ruta a pie unos 800 metros aprox. en subida por un camino de tierra.

## Galería de imágenes

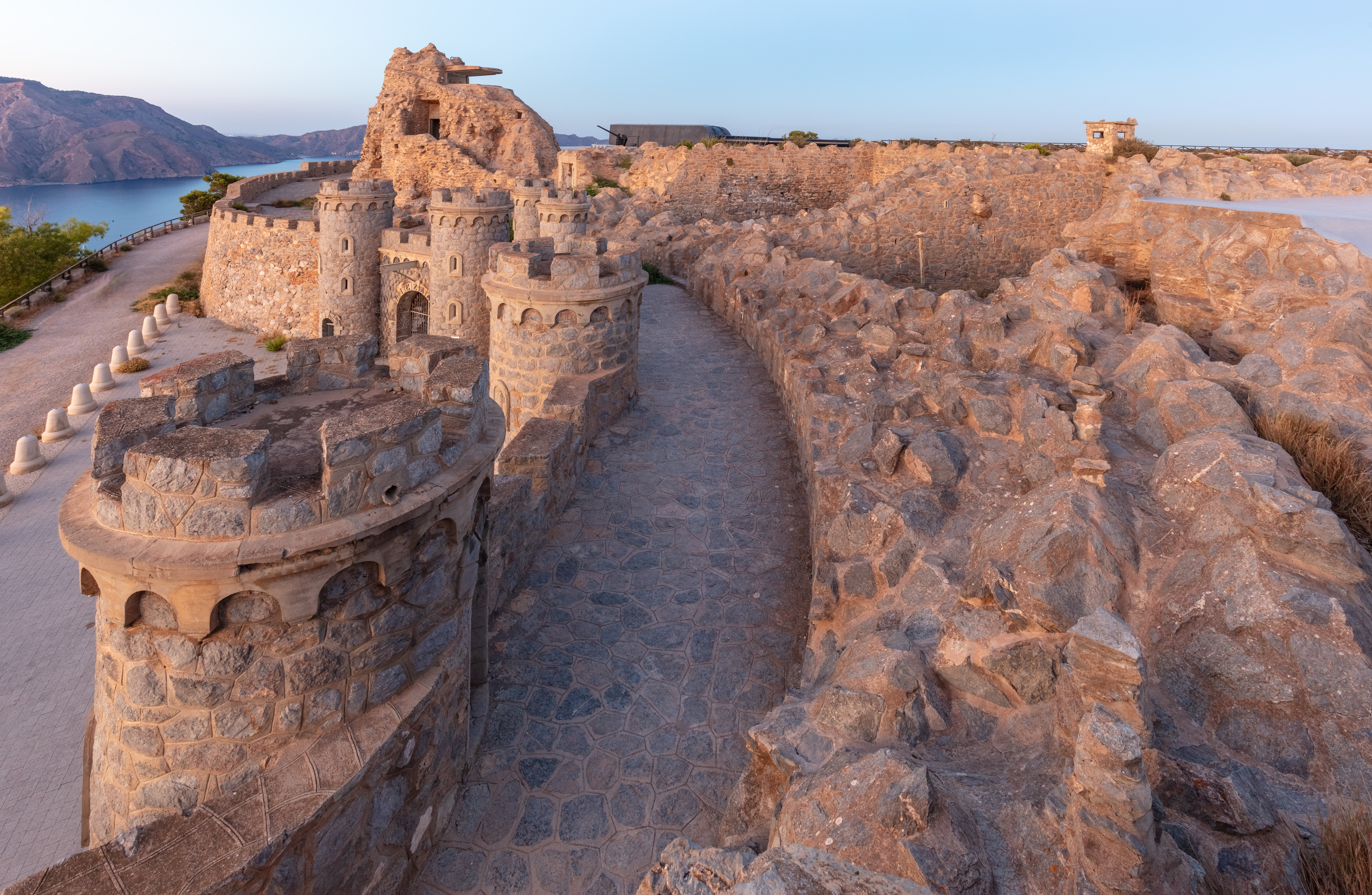
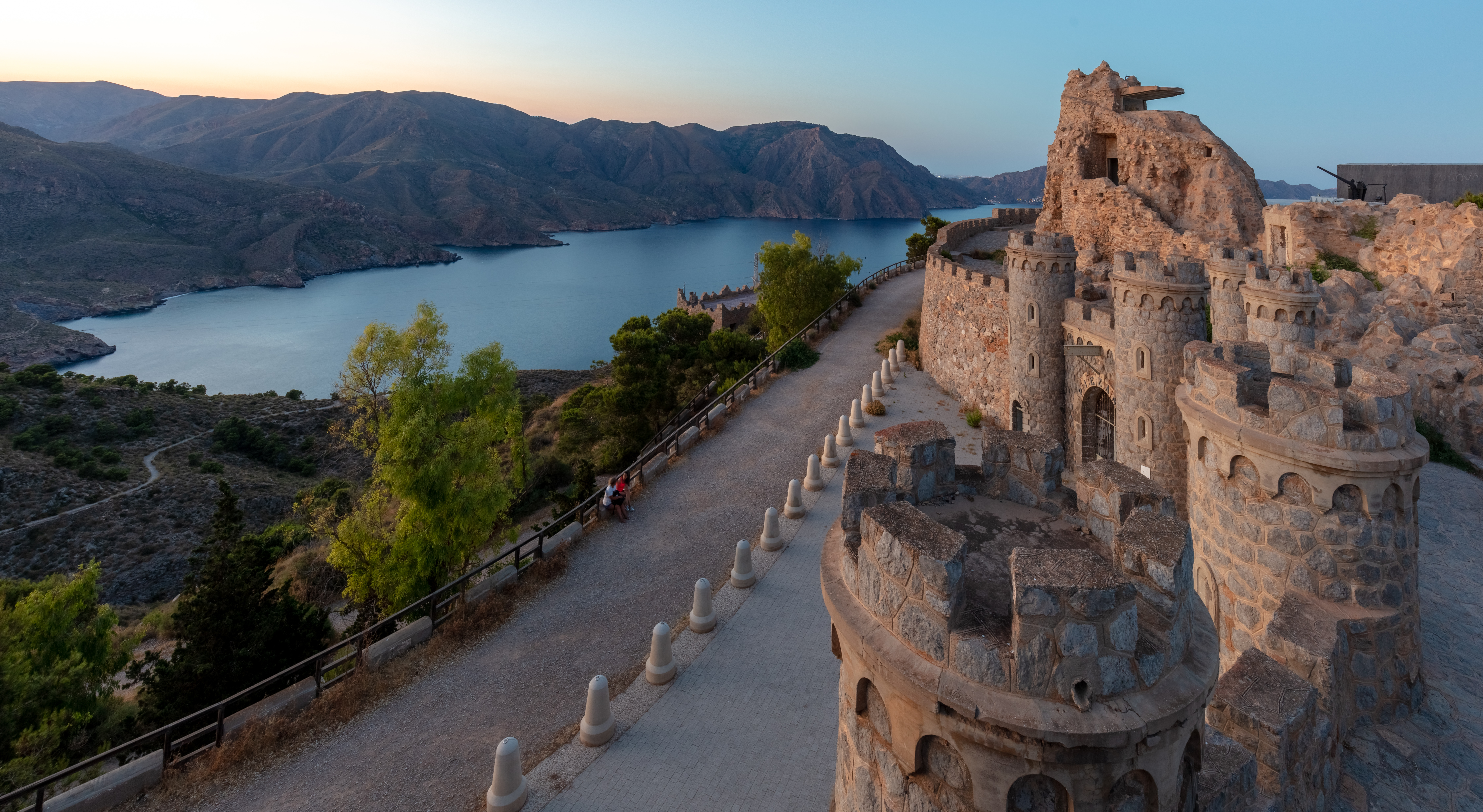
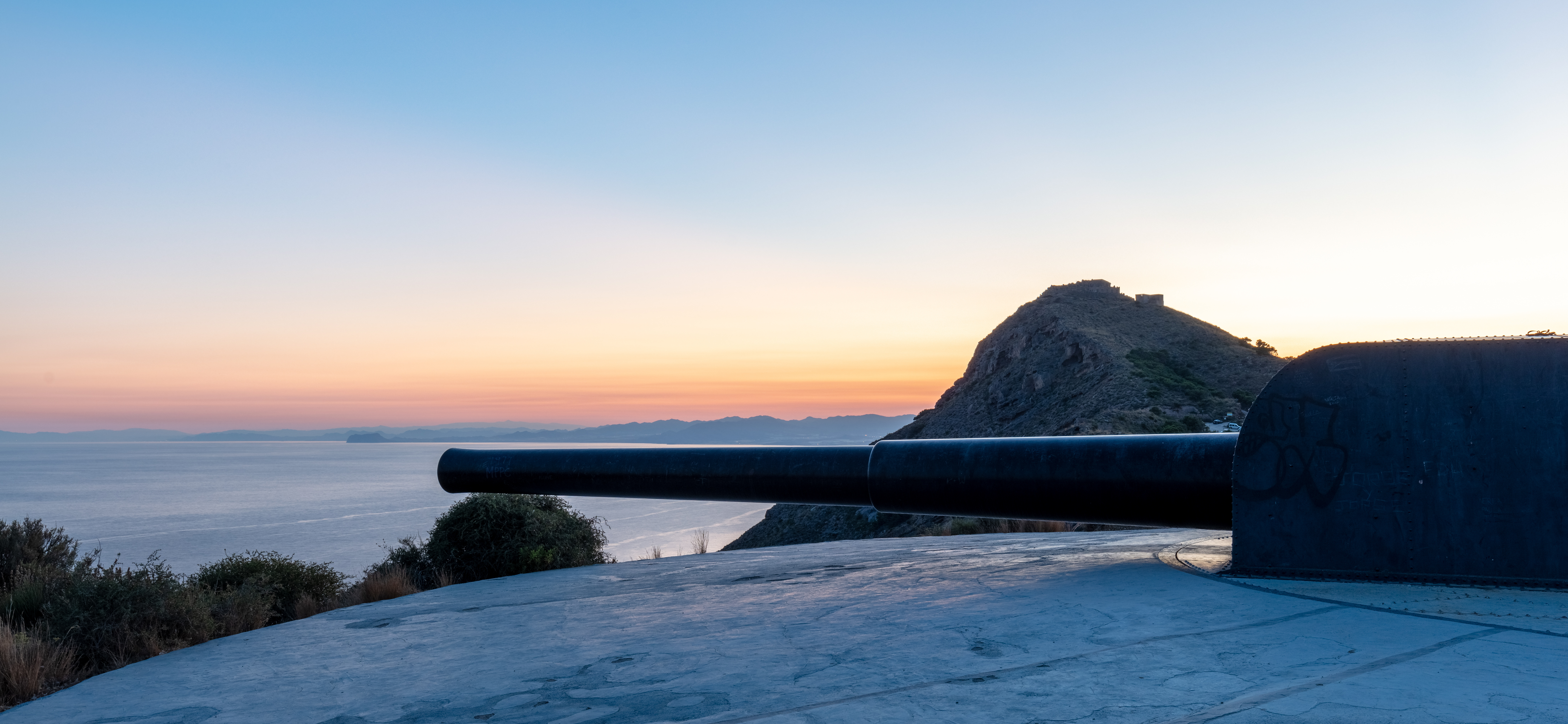
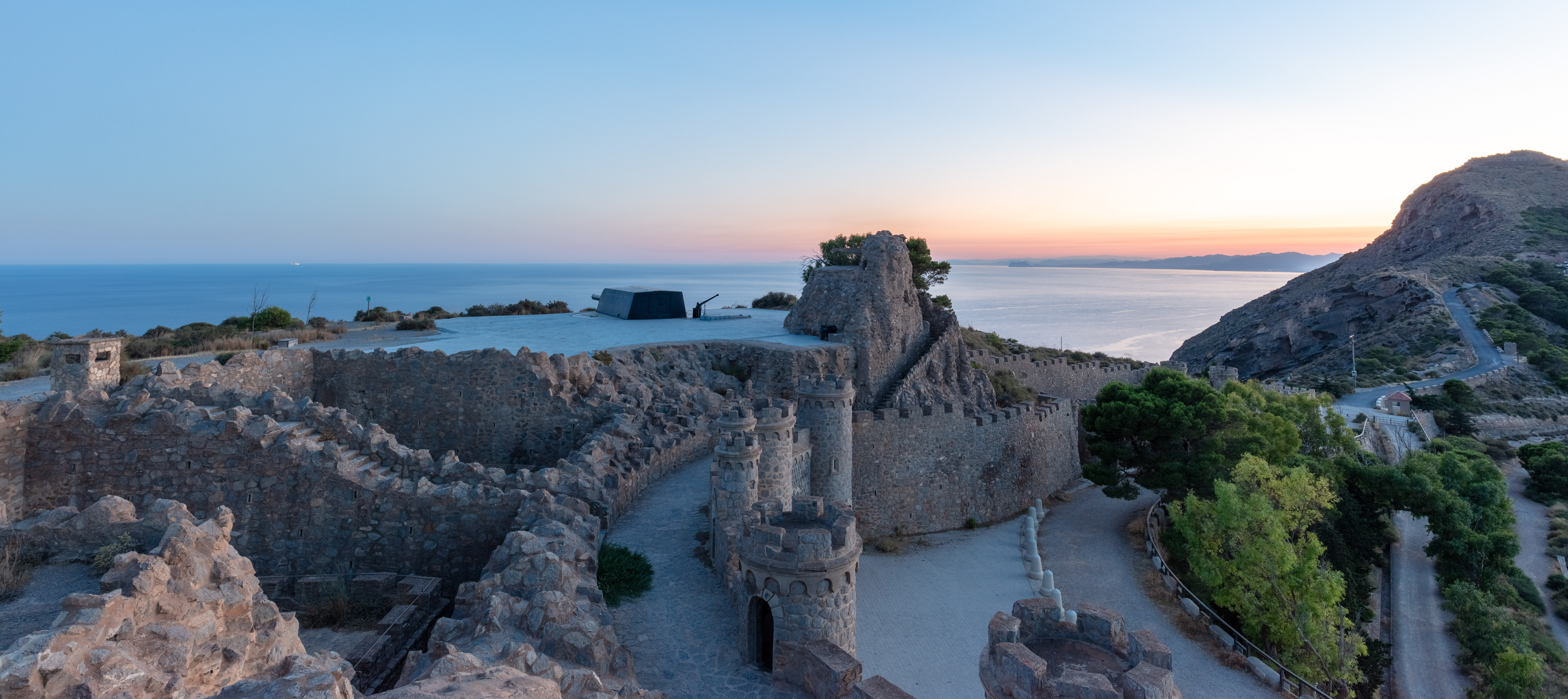
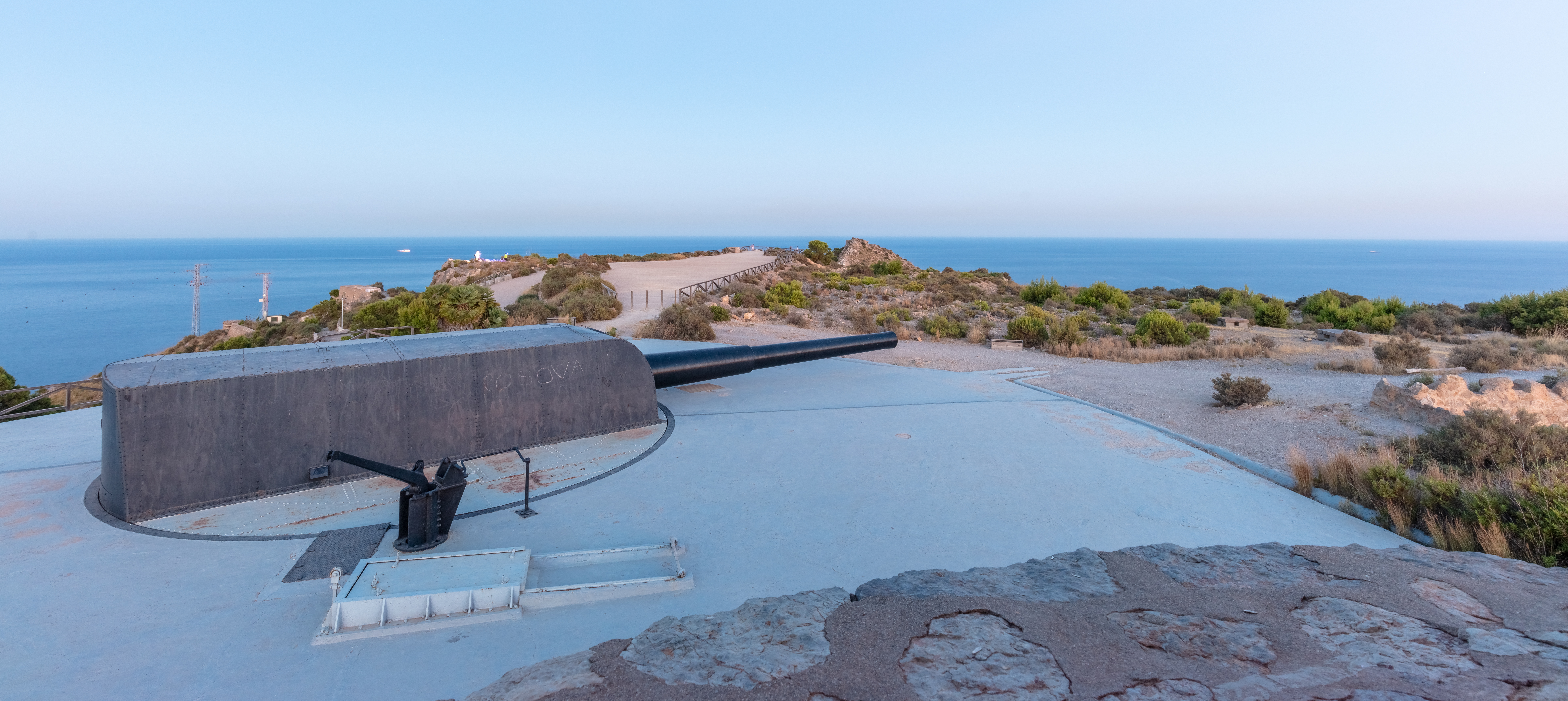
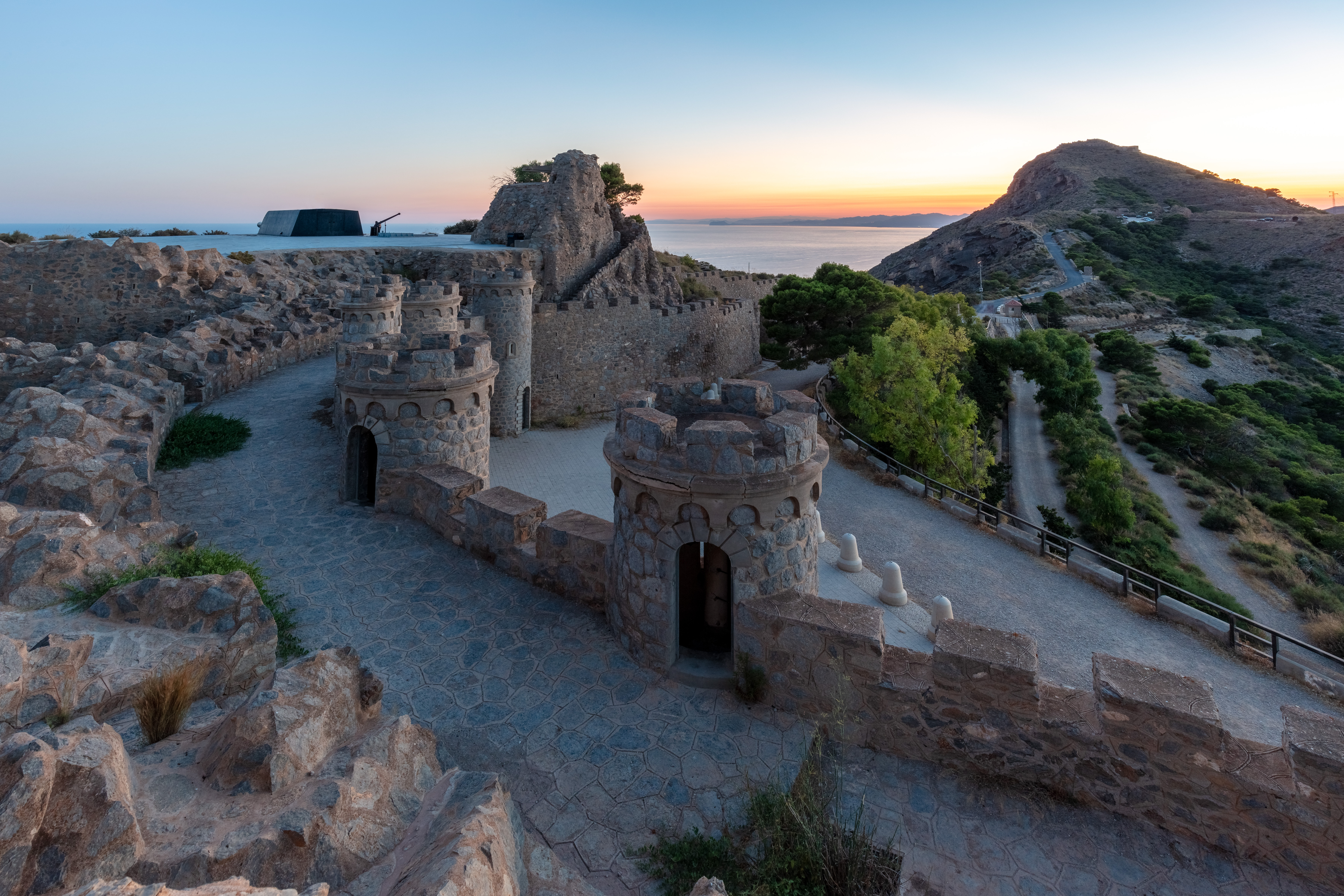
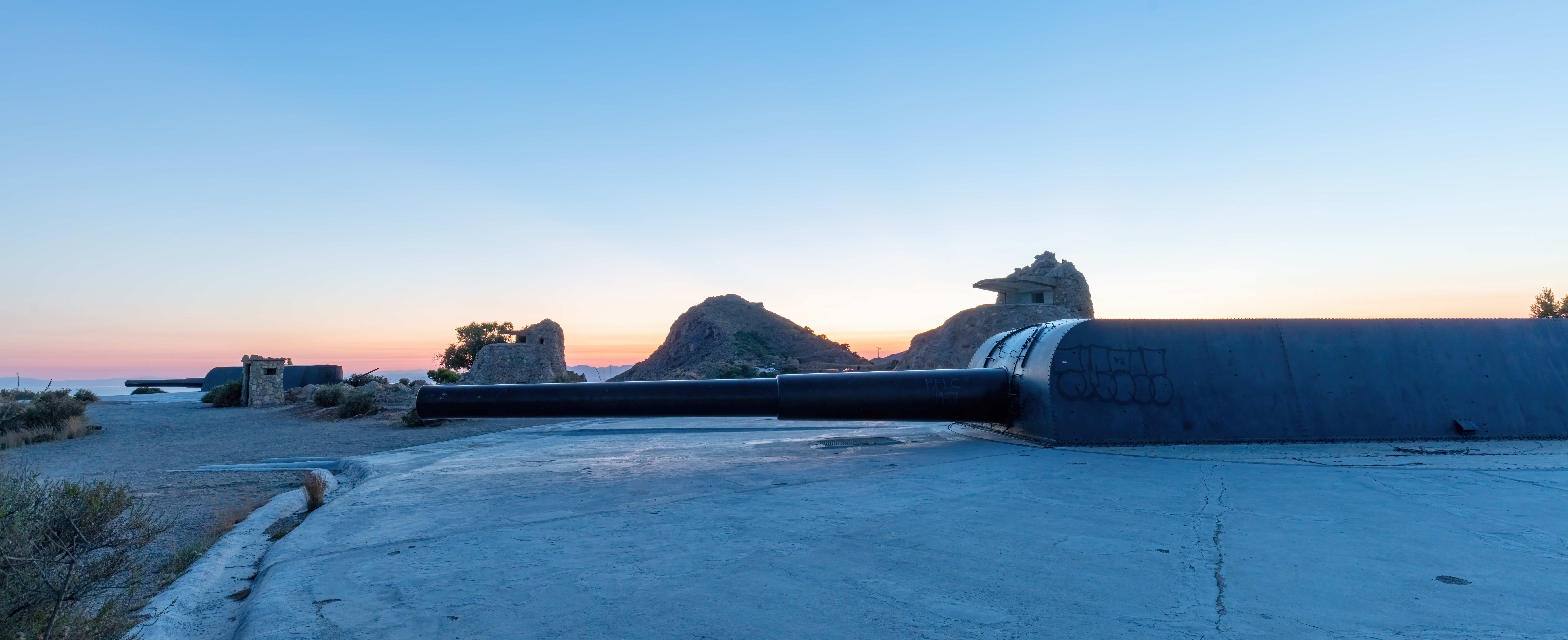
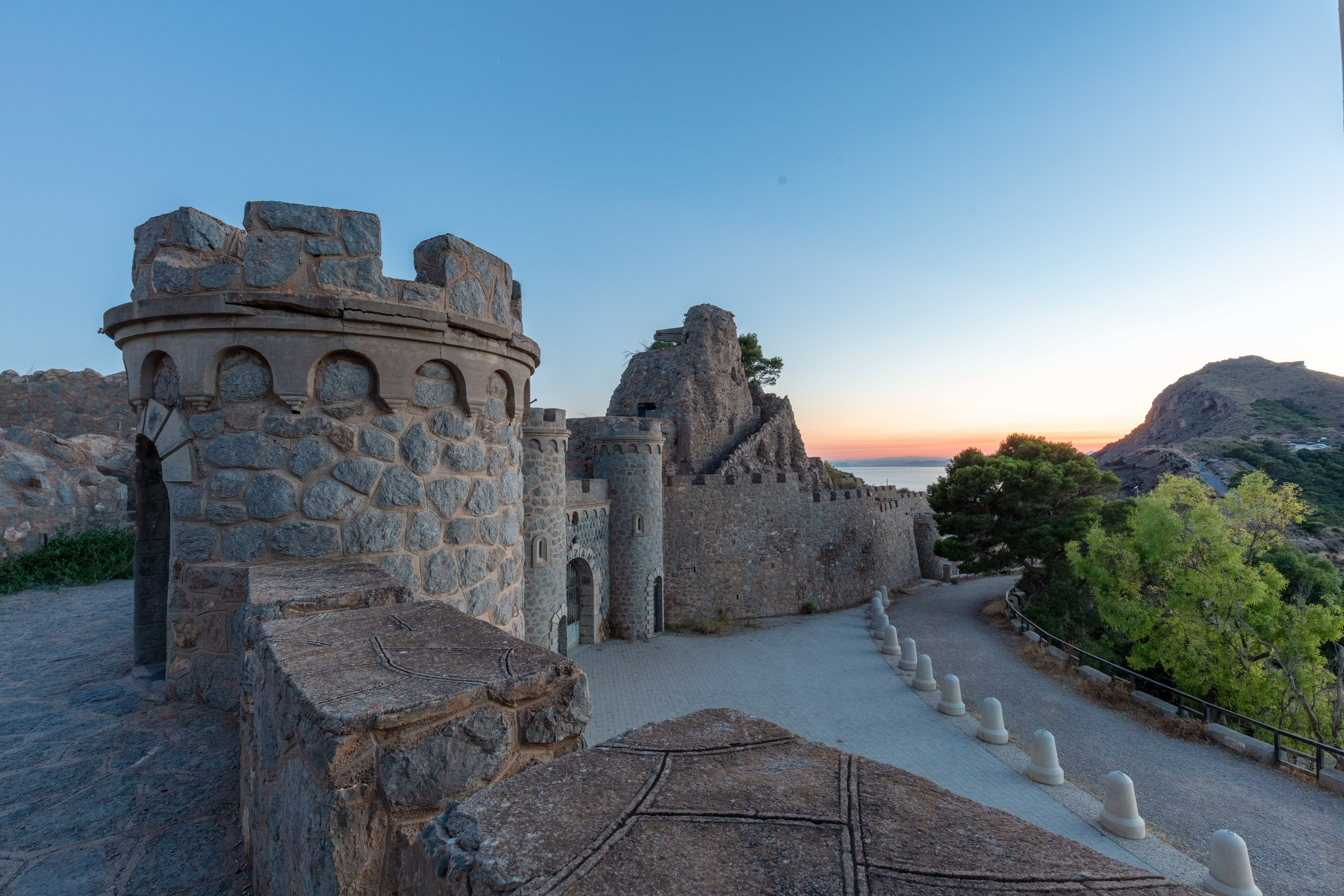
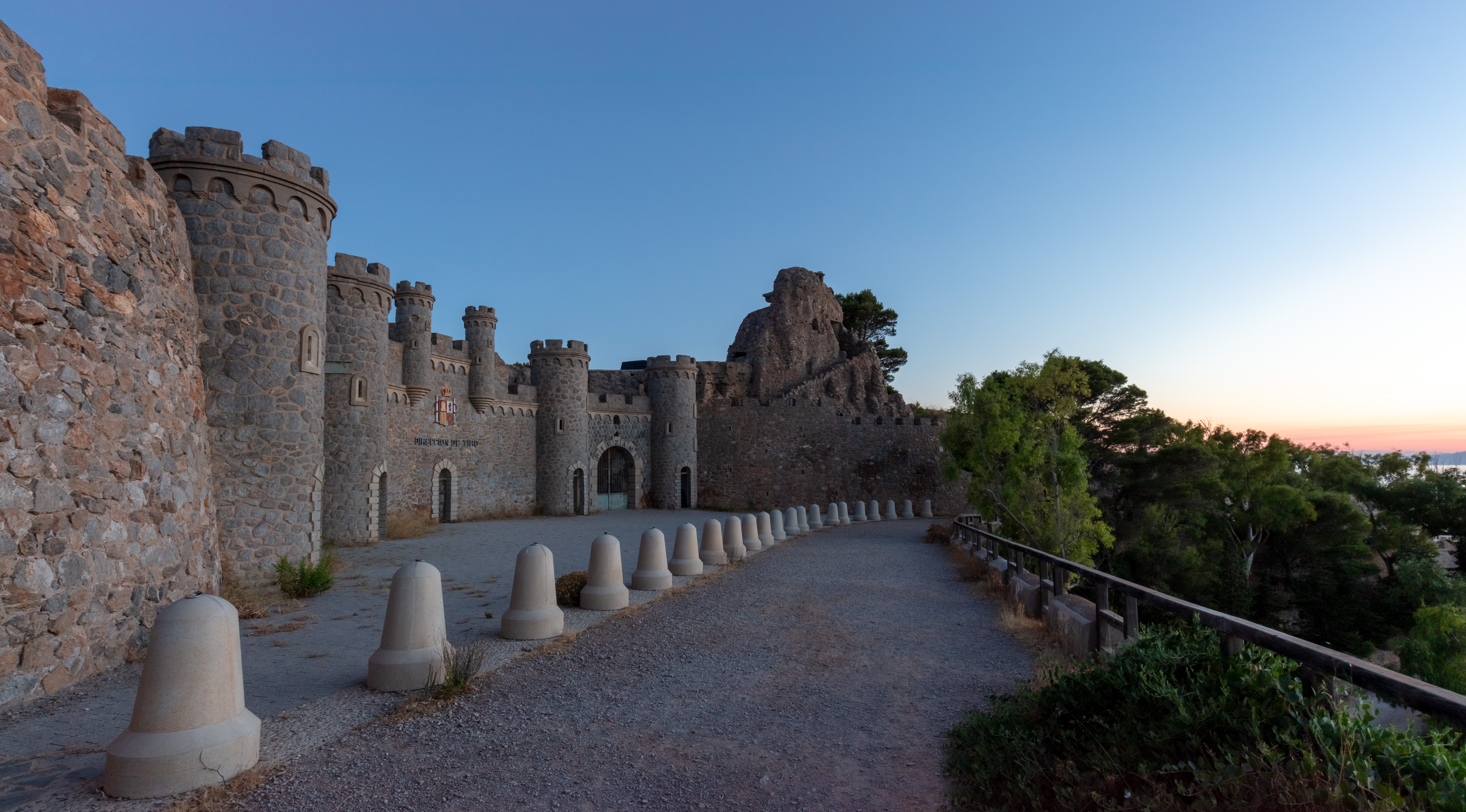
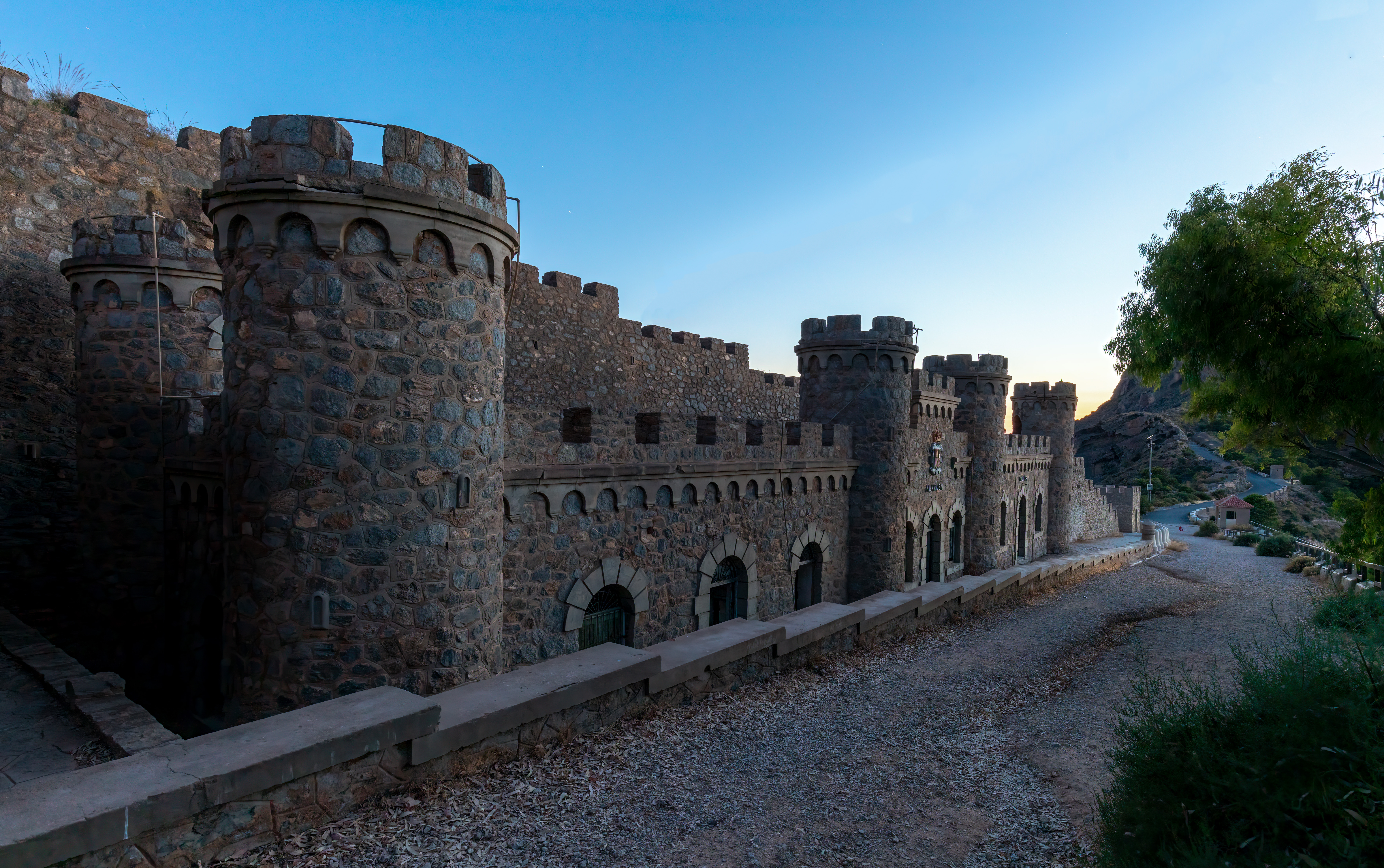

## Baterías del Jorel y El Atalayón
En Cabo Tiñoso, en una finca de 233 hectáreas, se construyeron las baterías de Castillitos, Atalayón y Jorel.
La Batería del Jorel (o C-2) se encuentra situada en el extremo de Cabo Tiñoso, en una loma, a continuación de la Batería de Castillitos (C-1), sobre una cota media de 218 metros de altitud. Escalonadamente se sitúan sobre ella la batería de Cenizas y la del Atalayón. Se accede a ella por la antigua carretera militar que se inicia al pasar Campillo de Adentro. Es la batería de Costa más alejada del despliegue defensivo de la Base Naval de Cartagena.
La Batería del Atalayón se encuentra situada asimismo en Cabo Tiñoso, en el cerro del mismo nombre, a una altitud de 355 m.. Se accede a la Batería del Atalayón desde el actual aparcamiento de Castillitos, por la pista militar, tras 1 km de recorrido.